# (524366) 2001 XR254
(524366) 2001 XR254 est un objet transneptunien de magnitude absolue 5,7. Son diamètre est estimé à 163 km.
Un satellite, de nom provisoire S/2007 (524366) 1 a été découvert en 2007, son diamètre serait d'environ 134 km. L'objet pourrait être qualifié d'astéroïde double.